# Menander menander
Menander menander är en fjärilsart som beskrevs av Stoll 1780. Menander menander ingår i släktet Menander och familjen Riodinidae. Inga underarter finns listade i Catalogue of Life.

## Bildgalleri

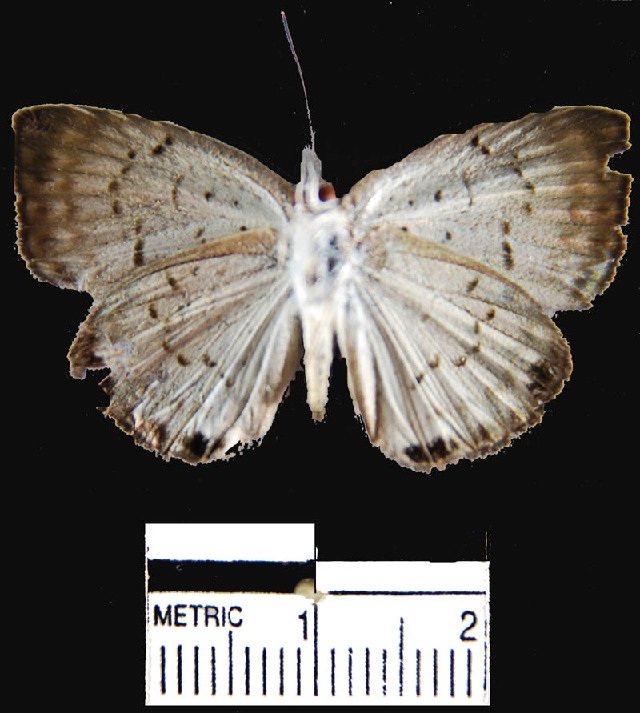